# Kasamba (Mpongwe)
Kasamba è un ward dello Zambia, parte della Provincia di Copperbelt e del Distretto di Mpongwe.